# Резерфорд Гейз
Резерфорд Берчард Гейз (англ. Rutherford Birchard Hayes; 4 жовтня 1822 — 17 січня 1893) — дев'ятнадцятий президент США (4 березня 1877 — 4 березня 1881), державний та політичний діяч, конгресмен, губернатор штату Огайо (1868—1872, 1875—1876), юрист, адвокат, борець за скасування рабства, діяч Республіканської партії США.

## Кар'єра
Резерфорд Гейз отримав юридичну освіту і займався адвокатурою в Цинциннаті. Запальний аболіціоніст, він став простим волонтером у війську північан під час Громадянській війни і незабаром досяг чину бригадного генерала. Після закінчення війни входив до конгресу США і протягом трьох термінів був губернатором штату Огайо.

## Президентські вибори 1876 року
У 1876 р. республіканську адміністрацію президента Улісса Гранта, що був під час Громадянської війни знаменитим генералом північан, захлинули корупційні скандали. Були усунуті з посади кілька вищих посадових осіб-республіканців. У партії вперше з часів виграної громадянської війни, коли як здавалося, вона назавжди усунула від влади південних демократів, з'явилася перспектива програти ці президентські вибори.
Гейз не був великим політиком або лідером Таммані-хола і до виборів був відомий небагатьом. Його кандидатура на конвенції республіканській партії в Цинциннаті 15 червня 1876 пройшла тільки після сьомого туру голосування, оскільки визнані партійні лідери Джеймс Блейн, Бенджамін Бристоу і Роско Конклінг були причетні до корупції та конкурували між собою.
Опонентом Гейза був губернатор штату Нью-Йорк демократ Семюел Тілден, який викрив корупційну «зграю Твіду». За Тілдена голосував, крім штату Нью-Йорк, весь Південь США. За Тілдена було подано на 250 тисяч голосів виборців більше ніж за Гейза.
Голоси виборчих колегій чотирьох штатів були під сумнівом. Аби перемогти, претендент мав одержати 185 голосів колегіальних виборців: Тілдену не вистачало 1 голосу, маючи 184 голосів, Гейз мав тільки 165. Виборчі змагання у чотирьох штатах представляли 20 колегіальних голосів. Що гірше, три з цих штатів (Флорида, Луїзіана, і Південна Кароліна) були південними штатами, які знаходились під військовою окупацією (четвертим був Орегон). На додаток, історики свідчать, вибори проводились не за правилами через шахрайство та залякування, що чинилось з обох сторін.
Для мирного вирішення результатів виборів, обидві палати представників організували двопартійну Електоральну комісію для дослі́дження і вирішення переможця. Комісія складалася з 15 членів: п'ять з палати представників, п'ять з конгресу і п'ять з Верховного суду. У загальному пі́дсумку, комісія складалась з 7 демократів, 7 республіканців і незалежного судді Девіда Девіса, котрий був обраний в сенат та пішов у відставку. Джозеф П. Бредлі, суддя Верховного суду, зайняв місце Девіса. Бредлі був республіканцем і голоси розділились за партійною приналежністю: 8 проти, 7 проголосували за Гейза, який отримав 20 колегіальних голосів.
Ключові республіканці з Огайо, як то Джеймс Гарфілд та демократи досягли угоди. Південні демократи були запевнені, за Компромісом 1877 року, якщо Гейз стане президентом, то він виведе федеральні війська із півдня США і закінчить «Реконструкцію Півдня». Угода між ними та республіканцями передбачала умови: Гейз стане президентом, якщо в уряді буде хоч один представник південних штатів та федеральні війська будуть виведені з півдня. Ця угода відновила місцевий контроль південних штатів, і закінчила державний контроль над органами влади штату та місцевими органами влади у колишніх штатах Конфедерації.

## Президентство
Вступивши у березні 1877 на посаду, Гейз виставив своєю політичною програмою остаточне примирення між північними і південними штатами, і викорінення підкупу в адміністрації.
У 1877 році Хейз послав війська на придушення бунтів, викликаних Великим залізничним страйком 1877 року. Вперше в історії США військам довелося стріляти по робітниках, 70 з яких було вбито. Порядок було наведено, але обидві сторони зостались незадоволені вирішенням конфлікту.
У 1878 році Аргентина попросила Гейза бути третейським арбітром по наслідках Війни потрійного альянсу між Аргентиною, Бразилією та Уругваєм проти Парагваю. Аргентинці надіялись на присудження частини регіону Гран-Чако на їх користь, але Гейз визнав цей регіон належним до Парагваю. Його рішення спричинило признання Гейза героєм у Парагваї, місто (ісп. Villa Hayes) та департамент (Пресіденте-Аєс) були названі на його честь.
Гейз також мав намір побудувати Панамський канал, хоча він не став тим, хто його побудував.
Відзначився також тим, що заборонив в Білому домі гру в карти, більярд, танці і вживання алкоголю (виняток зробили лише один раз для російської делегації). Чутки стверджували, що зробив він це за наполяганням дружини, що відтак отримала прізвисько «Лимонадна Люсі», але насправді обмеження були запроваджені Гейзом з власної ініціативи.

## Після президентства
Гейз не виставив свою кандидатуру на другий термін, як він й обіцяв.
Резерфорд Гейз виконував обов'язки в опікунській раді університету Огайо від закінчення терміну президентства до смерті.
Він помер від серцевого нападу опівдні 17 січня 1893 у Фрімонті, штат Огайо.